# Martin Heath
Martin Heath (* 31. Januar 1973 in Stirling) ist ein ehemaliger schottischer Squashspieler.

## Karriere
Martin Heath begann seine professionelle Karriere im Jahr 1994 und gewann zwei Turniere auf der PSA World Tour. Seine höchste Platzierung in der Weltrangliste erreichte er mit Rang vier im Oktober 1999. Im selben Jahr erreichte er bei der Weltmeisterschaft das Halbfinale, das er gegen Peter Nicol mit 1:3 verlor. Er hielt sich sechs Jahre am Stück in den Top Ten der Weltrangliste und gewann sechs Titel bei schottischen Landesmeisterschaften. Mit der schottischen Nationalmannschaft wurde er 1992 Europameister. Außerdem zog er 2001 ins Halbfinale der Weltmeisterschaft ein, wo die Mannschaft Ägypten mit 1:2 unterlag. Martin Heath verlor gegen Omar Elborolossy mit 1:3. Das Spiel um Platz drei gegen England ging glatt mit 0:3 verloren.

## Leben
Martin Heath schloss vor seiner Karriere ein Studium der Sportwissenschaften an der University of Glasgow mit dem Bachelor-Grad ab. Nach seinem Karriereende wurde er 2005 Cheftrainer an der University of Rochester, außerdem war er von 2007 bis 2011 Nationaltrainer der männlichen Junioren der US-amerikanischen Mannschaft. Bereits seit 2000 war Martin Heath zudem als Kommentator bei Squashspielen sowie als Journalist tätig. An der University of Rochester absolvierte er zum Jahr 2010 ein MBA-Studium. Er ist verheiratet mit der Kanadierin Fenella Rawana, mit der er einen Sohn hat.

## Erfolge
- Europameister mit der Mannschaft: 1992
- Gewonnene PSA-Titel: 7
- Schottischer Meister: 6 Titel